# (4982) Bartini
(4982) Bartini (1977 PE1) – planetoida z grupy pasa głównego asteroid okrążająca Słońce w ciągu 4,64 lat w średniej odległości 2,78 j.a. Odkryta 14 sierpnia 1977 roku.